# 巨大編成の作品
巨大編成の作品では、主に管弦楽で、通常の一管、二管、三管、または四管編成を越えた楽曲を示す。

## 五管編成
五管編成の曲は数が多い。多くは曲名だけを記す。
- ベルリオーズ
  - 死者のための大ミサ曲
- マーラー
  - 交響曲第6番
  - 交響曲第8番 - 初演には1000人の演奏家が集められた。
- リヒャルト・シュトラウス
  - 祝典前奏曲作品61
  - 楽劇『エレクトラ』
  - アルプス交響曲
- ストラヴィンスキー
  - 春の祭典
- ヴァレーズ
  - アメリカ（周文中による1927年の改訂稿だが、これは経済的に演奏が実現しないため、縮小編成としてウェーベルンの作品6のように「編曲」したと見てよい）
  - アルカナ
- ブライアン
  - 交響曲第2番ホ短調 - 基本的に四管編成だがホルンが16。
  - 交響曲第3番嬰ハ短調 - 木管が6455。
- ソラブジ
  - ピアノと大管弦楽、合唱とオルガンのための交響曲第1番KSS30、(1922)
6 5 5 5/8 5 4 1/timp. prc. 2rp. pno org/SATB/strs
  - ピアノ協奏曲第4番 KSS18、(1918）
piano/2+3, 3+1+bss obo, pic clt+3+1, 3+1+cbs sar/8 5 4 1/timp. prc. 2hrp/strs
- ショスタコーヴィチ
  - 交響曲第4番
  - 交響曲第7番
- カール・オルフ
  - 導入曲（Entrata）：6422･6,11,4,2･11P､2Hp,2Cel,4Pf,Org,Str：starkと指定、は管楽器の総数を8で割ると4.625、四捨五入して五管編成（20型）の弦に匹敵すると思われる。
- ケージ
  - 108（指揮者無しのチェロ協奏曲:4555･7551-）
- シュトックハウゼン
  - Nr.6「グルッペン」 - 全体は3つの群に分かれるが総人数で記す。
5542sax.3-8671/12perc., 1 glockenspl., 1 cel., 1 pf., 1 gtr., 2 hp./26.10.8.6)
- リーム
  - 無題I-III
- アブラハムセン
  - 管弦楽のための4つの小品 (2004)
4(4pic).4(ca).6(Ebcl)(3bcl).4+2cbn/8.4.4.2/2timp.4perc/2hp/pf/cel/gtr/man/str(16.14.12.10. 113 players.（アルヤン・オミドからの情報による）
- バルツ・テュリューピー
  - ヘリオス交響曲 (1990-1996) for soli (SABar) choir and large orchestra 
(5.5.5.5.2sx/8.6.4.1/timp.6perc/2hp.cel.pf/14.12.10.12.8)Duration: 95 minutes
- ノーノ
  - 「力と光の波のように」Como uns ola de fuerza y luz　ソプラノと独奏ピアノとオーケストラと録音テープのための
フルート4（ピッコロ4持ち替え）、オーボエ4、クラリネット4、バスクラリネット2、ファゴット4、コントラファゴット2、ホルン6、トランペット4、トロンボーン3、コントラバストロンボーン2、チューバ、ティンパニ（2人、10個）、大太鼓2、タムタム2、ハープ、テープ、独奏ピアノ、弦5部(12,12,12,12,12)。このうちフルートとピッコロ8人を指定で同時に使うところはなく、持ち替えの時間が短いが、全部で予算の節約も考慮して無理に4人で済ますことができる。

## 六管編成
- リヒャルト・シュトラウス
  - 「タイユフェ」作品52
2 Picc.・4・4・2 Engl.Hr.・6・Bassklar.・4・Kfg. - 8・6・4・2 - 4 P.S. (Trgl.・Beck.・2.kl. Mil.-Tr.・2 gr. Rührtr.・gr.Tr.・Glspl.) - Str. (24・24・16・14・12)　ルートヴィッヒ・ウーラントの詩による
- ブライアン
  - 交響曲第4番「勝利の歌」
Soprano solo, double SATB chorus，6 flutes (2 also picc, 1 also alto fl), 2 oboes, 2 oboi d’amore, 2 cors anglais, bass oboe, Eb clarinet, 4 Bb clarinets, 2 basset horns, 2 bass clarinet, pedal clarinet, 4 bassoons, 2 contra bassoons, 8 horns, 4 trumpets, 5 trombones, 2 tubas, 2 sets timpani, gong, cymbals, bass drum, 3 side drums, tambourine, triangle, bell, 2 harps, glockenspiel, xylophone, organ, celeste, strings to match（国際ブライアン協会からの情報による）
- ソラブジ
  - 古い交響的ミサ（Messa Alta Sinfonica）KSS84 (1961)
6 6 6 6/8 6 4 2/bls 2hrp org/SSAATTBB (soli) SSATB
  - ピアノ協奏曲第8番 KSS45 (1928)
piano/6 6 6 6/8 6 4 4/4timp. prc. 2hrp/strs
  - オプス・クラヴィシンフォニクム（Opus clavisymphonicum）KSS80 (1959)
piano/6 6 6 6/8 6 4 2/timp. prc. 2hrp/strs
  - ピアノと管弦楽のための交響的変奏曲（Symphonic variations for piano and orchestra）KSS78
piano/6 6 6 6/8 5 4 2/4timp. prc. 2hrp/strs
- メシアン
  - アッシジの聖フランシスコ
- ベルリオーズ
  - カンタータ「帝国」（L'Impérial） 作品26
6668－8、6、コルネット6、8、5－3Timp（3対）、5Tbr。2組の混声合唱、弦は36・34・28・25・25、合唱は一組に付き最低10,10,10,10、から40,40,40,40まで。
作曲者が要求した人数。カーマス社の全集版による。総譜は各楽器2声部ユニゾンで書かれ、2管編成でも演奏可能な総譜がブライトコプフ社から出版されている。しかしここではあくまで作曲家の意志を尊重して記す。

## 七管編成
- シェーンベルク
  - グレの歌
- ソラブジ
  - 交響曲第3番「ジャーミー」(1951)
2+4+alt flt, 4+1+bss obo, 2Eflat clt+4+1+cbs clt, 4+1+cbs sar/8 6 4 2/4timp. prc. 4hrp pno org/bar SSAATTB and 92 strings  [24,24,16,16,12]（イギリスの音楽学者アルヤン・オミドの情報による）
- ヴァレーズ
  - 「アメリカ」1922年版　(初稿)
- メシアン
  - 彼方の閃光
- ザッパ
  - Sinister Footwear（1984）
5(3.pic 4,5.afl).2bfl. 4(3,4.ca). 4(Ebcl).3bcl(3.cbcl). 2ssax.2asax.2tsax.barsax. 5(5.cbsn)-8.4(1.tpt in d).4.btbn.1- timp.6perc(2xyl, vib, 2mar, 3tri, large tri, bells, 2sets of sleigh bells, 3bell tree, 3cow bell, tamb, low gong, chinese opera gong, 2tam-t, s.d, 2pic s.d, 2r. tom, field drum, 3cong, 4bng, huge b.d, bamboo chimes, chimes, wind chimes, 2marac, 2 small marac, casts, 2casts(on stand), 7wdbl, 11tempbl, sandbl, 3clav, mark tree, 4cyms, chinese cyms, windmachine, cricket, slap stick, mark tree, guiro, large rattle, whistle, car hn, 2thunder sheet)-hp.pno-elec vn.fender rhodes.egtr.ebgtr.drum set-str

## 八管編成
- ブライアン
  - 交響曲第1番「ゴシック」
- ジークフリート・マトゥス
  - ゲヴァントハウス交響曲（1993） - 当時世界でも最大級の楽員数を誇ったライプツィヒ・ゲヴァントハウス管弦楽団の全楽員の同時出演を考慮したもの。1989年頃のドイツ統一前は200名を遥かに超えていたが、現在の楽員数は後の財政難のため少し減らされて185名となっている。
woodwinds: 8.8.8.8, brass: 12,8,8,2, 2timpani,6percussion，２hp, git, cemb, org, and strings to match: 32，28，24，20，16,　N.B.弦は四管編成の倍を充てた。Soprano， 女声合唱、少年合唱、（ブライトコプフ・ウント・ヘルテル社とアルヤン・オミドの情報による）

## 九管編成
- ベルリオーズ
  - 葬送と勝利の大交響曲 作品15 - 吹奏楽に使用任意の弦を付け足しただけの編成であるが、管楽器のパートの多くはユニゾンで書かれ、編成を縮小しても演奏は充分可能である。

## そのほか
余りにも変則的なので一概に何管編成と言えないものや、未完成作品など。
- オルフ
  - プロメテウス - 6600・0660・15P、8Pf，20rg，4Hp，4Tbj，00009
  - 時の終わりの劇
- ヘンデル
  - 王宮の花火の音楽 - 初演に使われたとする楽器の数はオーボエ24（3パート）、ファゴット12（2パート）、トランペット9（3パート）ホルン9（3パート）テインパニ3（各2台の1パート）、通奏低音、それに匹敵する弦だが、現在実演で聴くことの出来るエルヴェ・ニケ指揮、ル・コンセール・スピリチュエルでは10-8-6-6-4程度を充てている｡

シェーンベルクの『ヤコブの梯子』の元の構想は木管が各20人と金管が各10人の「二十管編成」相当であったが、経済的に実現不可能なため四管編成に改められ、さらに未完成のまま残された。
スケッチのままで未完成に終ったアイヴズの『宇宙交響曲』はもし完成していたならば合唱付きで4500人の演奏者が必要とされる。現在は打楽器の部分だけが時折演奏されるのみである。これを19年かけて完成させたラリー・オースチンによる補筆版があるが、これは4500人を必要とする版ではなく現実的な演奏家に削っている。
ソラブジのピアノと大管弦楽、オルガン、コーラスのための交響曲第II番KSS51は、おそらくピアノ譜のスケッチのみに終わった楽曲である。第I番が5管編成、ジャーミーが7管編成なので、おそらく6管編成で完成したと思われる。ソラブジは第一ヴァイオリンに最低20人以上を要求しているが、この人数で同時にあの複雑なスコアをシンクロさせることができるのかどうかについては、本人の回答はなかった。のちにソラブジは20世紀の展開に合わせた小編成の協奏曲も作曲した。
水野修孝の『交響的変容』はチューブラーベルを10本要求した初めてのオーケストラ作品である。その10本が同時に鳴り響く瞬間はCDにしっかりと収録された。